# 華沙聯盟 (1704年)
華沙聯盟是一個反對波蘭立陶宛聯邦國王奧古斯都二世的聯盟。它於1704年2月16日在華沙成立。在瑞典查理十二世的支持下，它廢黜了奧古斯特二世，並宣布斯坦尼斯瓦夫·萊什欽斯基為國王。作為回應，1704年5月20日，奧古斯特二世的支持者成立了桑多梅日聯盟。華沙聯邦最終在波蘭內戰中取得勝利，並以《阿爾特蘭施塔特條約》（Treaty of Altranstädt）結束。然而，1709年瑞典在波爾塔瓦戰役中遭沙俄擊潰，因此奧古斯都二世同年隨即恢復了波蘭王位。